# Halasi Andor
Halasi Andor Ernő (Nyíregyháza, 1883. március 25. – Budapest, Ferencváros, 1969. március 18.) kritikus, műfordító, jogász, Halasi Mária (1931–1978) édesapja.

## Életpályája
Halasi (Fisch) Adolf kereskedő és Edelstein Ferdina fia. 1906-ban a Budapesti Tudományegyetemen doktorált jogtudományból. Fiatalkorában is elismerték már, mint színikritikust. 1910-ben Kárpáti Auréllal közösen indította útjára és szerkesztette Kritika című folyóiratot, később pedig az Irodalmi Életet. Bírálatai és irodalomtörténeti írásai realista igényűek voltak, ezeket a Jövendő, A Hét, és a Budapesti Napló című lapok közölték. Dolgozott a Népszavánál, és a Tettnél. Kosztolányi Dezső, Juhász Gyula és Kassák Lajos is elismerően nyilatkoztak Halasi munkásságáról. A Nyugat című laptól távol maradt. A Tanácsköztársaság idején kivette részét az irodalomszervezésből. A Vígszínház műsorra tűzte Az utolsó álom című verses egyfelvonásos darabját. Később már nem kapott helyet a fővárosi irodalmi életben, így vidéki lapoknál dolgozott. 1930-tól Budapesten volt járásbíró. Dolgozott műfordítóként is, elsősorban angol szerzők művei ültette át magyarra (William Makepeace Thackeray, Oscar Wilde, Charles Dickens). 1945 és 1947 között ítélőtáblai bíró volt, majd 1950-ben történt nyugdíjazásáig legfelsőbb bírósági tanácselnökként tevékenykedett. Ezt követően újból visszatért az irodalomkritikusi pályára. 1959-ben szerkesztője volt és értékelő tanulmányt is írt bevezető gyanánt a Tanácsköztársaság 40 éves évfordulójára készült visszaemlékezések antológiájához, amely Pirkadása a magyar égnek cím alatt jelent meg (Budapest, 1959). Halálát tüdőverőér-elzáródás okozta.

## Családja
Kétszer kötött házasságot. Első felesége Kalmár Róza Julianna volt, akit 1917. szeptember 2-án vett nőül Budapesten. 1924-ben elváltak. 1928. augusztus 5-én ismét megnősült. Második felesége Gárdos Margit volt, Gárdos Zsigmond és Rozenthál Irma lánya.

## Művei
- Japánország (tanulmányok, Budapest, 1905)
- Élő irodalom (Írói arcképek, vázlatok, kritikák, 1905–19; Budapest, 1920)
- Irodalom és kritika (válogatott kritikai írások, 1910–19; Hegedűs Géza előszavával, Budapest, 1955)
- A jövő felé (Válogatott kritikai írások, 1905–1963; Budapest, 1964)